# Reinhold Purr
Reinhold Purr (* 14. September 1937 in Groß Sankt Florian; † 2. Februar 2018) war ein österreichischer Politiker (ÖVP). Er war von November 2000 bis Oktober 2005 Präsident des Landtags der Steiermark.

## Leben
Reinhold Purr besuchte die Volksschule und Hauptschule und absolvierte anschließend die Handelsakademie in Graz. Von 1958 bis 1967 war er als Textilkaufmann im Familienbetrieb in Groß Sankt Florian tätig, 1968 übernahm er das Textilgeschäft. Des Weiteren war er als Berufsschullehrer für Warenkunde beschäftigt.
Ab 1976 war Purr Bezirksobmann des ÖVP-Wirtschaftsbundes Deutschlandsberg und ab 1983 Hauptbezirksparteiobmann. Von 1981 bis 2005 saß er als Abgeordneter für die ÖVP im Landtag Steiermark, ab 1993 war er stellvertretender Klubobmann des ÖVP-Landtagsklubs. Von 2000 bis 2005 hatte er die Position des Landtagspräsidenten inne.
Purr war auch Obmann des Betreibervereines des Steirischen Feuerwehrmuseums in seiner Heimatgemeinde.
Purr erhielt 2002 das Ritterkreuz und 2008 das Komturkreuz des Ordens für Verdienste der Republik Italien und trug seitdem den Titel Commendatore.
Er starb am 2. Februar 2018 nach kurzem schweren Leiden im Kreise seiner Familie im 81. Lebensjahr. Noch im gleichen Jahr gestaltete die Bildhauerin Hortensia ein Denkmal des Commendatore, das am 12. Juli 2020 im Beisein von Landeshauptmann Hermann Schützenhöfer feierlich enthüllt wurde.